# シングス・エイント・ホワット・ゼイ・ユーズド・トゥ・ビー
「シングス・エイント・ホワット・ゼイ・ユーズド・トゥ・ビー」(Things Ain't What They Used to Be) は、マーサー・エリントンが作曲し、テッド・パーソンズ (Ted Persons) が作詞した、1942年のジャズ・スタンダードの楽曲。
曲名は、「物事は昔の通りじゃない（昔のようにはいかない）」といった意味である。日本語では「昔はよかったね」、「昔は良かったね」という曲名で言及されることもある。

## 制作の経緯
1941年、デューク・エリントンもメンバーになっていた米国作曲家作詞家出版者協会 (ASCAP) に対するボイコット運動である、いわゆるASCAPボイコットが起こった。このためエリントンは、自作の楽曲をラジオで放送することができなくなった。そこでエリントンは、息子マーサーや、ピアニストのビリー・ストレイホーンが書いた楽曲を使用することにした。このときストレイホーンが提供した楽曲の中には、「A列車で行こう (Take the 'A' Train) 」や「チェルシー・ブリッジ (Chelsea Bridge) 」、「デイ・ドリーム (Day Dream) 」が含まれていた。また、マーサーは、「シングス・エイント・ホワット・ゼイ・ユーズド・トゥ・ビー」や「ブルー・サージ (Blue Serge)」、「ムーン・ミスト (Moon Mist)」を書いた。
ジャズ・ミュージシャンでジャズ史研究者でもあるクリス・タイルによれば、おそらくマーサーが思いついたメロディを基に、父デュークが楽団用の編曲を施した、というのが最もありそうなことだという。

## おもなバージョン
この曲は、インストゥルメンタル曲として演奏されることが多い。歌詞を書いたのは、テッド・パーソンズであった。最初に演奏を披露したのはジョニー・ホッジスで、1941年7月3日、ハリウッドでのことであった。デューク・エリントンは、1943年の映画『キャビン・イン・ザ・スカイ (Cabin in the Sky)』のためにこの曲を演奏した。
ドク・セヴェリンセンが指揮するザ・トゥナイト・ショウ・バンド (The Tonight Show Band) によるインストゥルメンタル演奏は、ジョニー・カーソンが司会をしていた1962年から1992年までの時期の『ザ・トゥナイト・ショー』(The Tonight Show Starring Johnny Carson ) のエンディングでしばしば流された。

## その他のバージョン
- デューク・エリントン – Piano Reflections (1953)[3]
- デューク・エリントンとレイ・ブラウン – This One's for Blanton (1972)[3]
- チャールズ・ミンガス – Shoes of the Fisherman's Wife (1959)[3]
- マーティ・ペイチ － I Get a Boot Out of You (1959)
- オスカー・ピーターソン・ウィズ・ディジー・ガレスピー、クラーク・テリー、アンド、エディ・ロックジョウ・デイヴィス（英語版） – Oscar Peterson Jam/Montreux 77 (1977)[3]
- ジーン・ハリス – Live at Town Hall (1989)[3]

### 日本人による演奏
- 吾妻光良 & The Swinging Boppers - アルバム『Sweatin' Ballroom / Jumpin' At The Cuckoo Valley』（2009年）